# Riu d'Odèn
|  | Aquest article tracta sobre aquest curs fluvial del Solsonès. Vegeu-ne altres significats a «Odèn». |

El riu d'Odèn és un riu afluent per la dreta de la riera de Canalda.

## Descripció del seu curs
Inicia el seu curs a 2.311 m d'altitud, a la Coma de la Comtessa, entre el vessant sud del Pedró dels Quatre Batlles i el vessant nord-oriental del Vulturó. Al cap de 5,3 km de recorregut ha salvat un desnivell de 1.000 m i passa pel costat de les primeres cases del poble disseminat del Montnou. Quan porta recorreguts 6,6 km, rep per l'esquerra les aigües del barranc de les Cedres i travessa la carretera de Coll de Jou a  Cambrils d'Odèn. 500 m més avall rep, per la dreta les de la rasa de les Marranes (803 m de recorregut) i 1.100 m després, entra travessa el grau de Riulacó tot deixant a la dreta les restes del castell d'Odèn i a l'esquerra, la font del Vermell.
10,2 km després d'haver iniciat el seu curs a la Coma de la Comtessa deixa la direcció NE-SW i pren la direcció N-S. 1.700 m després de fer-ho, rep, per l'esquerra, les aigües de la rasa d'Odèn. 700 metres més avall canvia novament de direcció i torna a avançar en direcció N-S. 400 m després de fer-ho passa per sota les masies de Junyent (masia) Junyent (que deixa a la seva banda esquerra) i d'Orrit (a la banda dreta). 250 metres més avall desguassa a la riera de Canalda a 765 m d'altitud, 230 m aigües amunt del pont d'Orrit.
Durant els primers 6 km del seu curs, és a dir, mentre recorre la vall del Montnou fins que travessa per sota la carretera de Coll de Jou a Odèn, se'l coneix també amb la denominació de rasa de la Covil.

## Perfil del seu curs

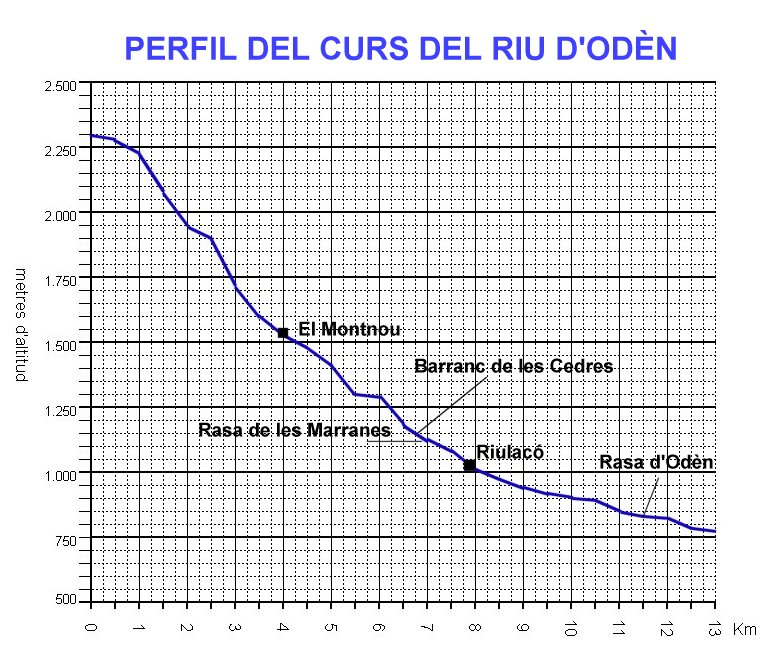
Perfil del curs del riu d'Odèn